# Districte d'Oron

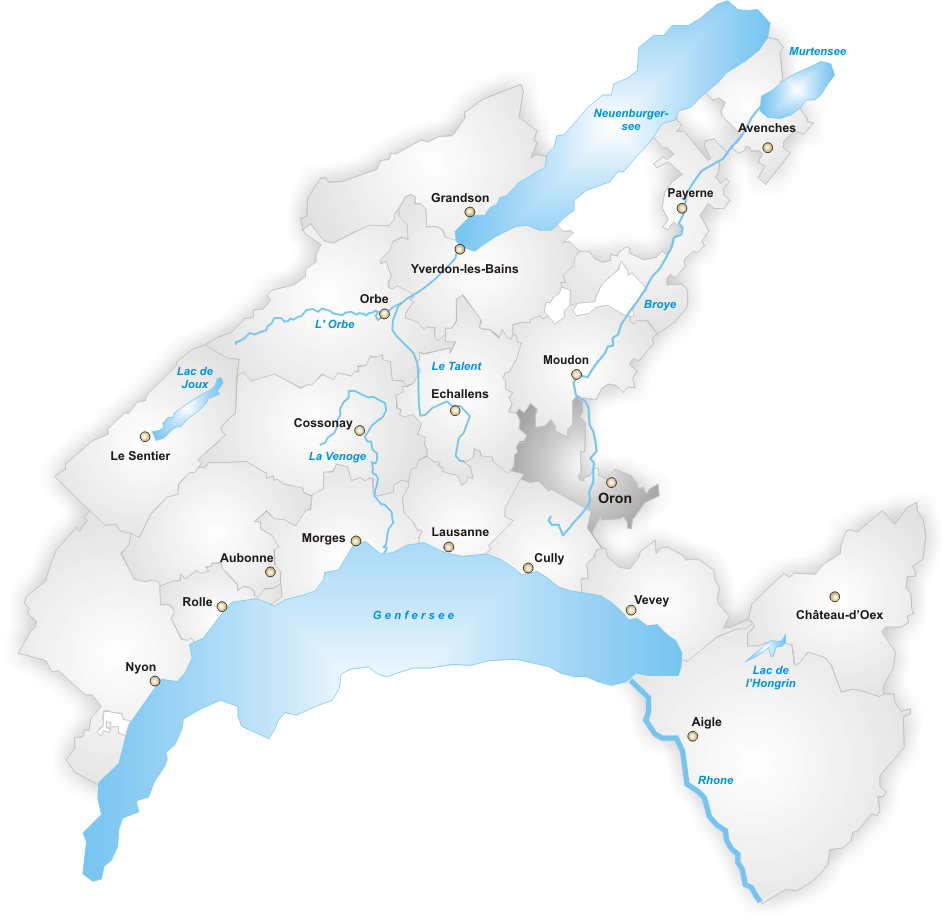
L'antic districte d'Oron

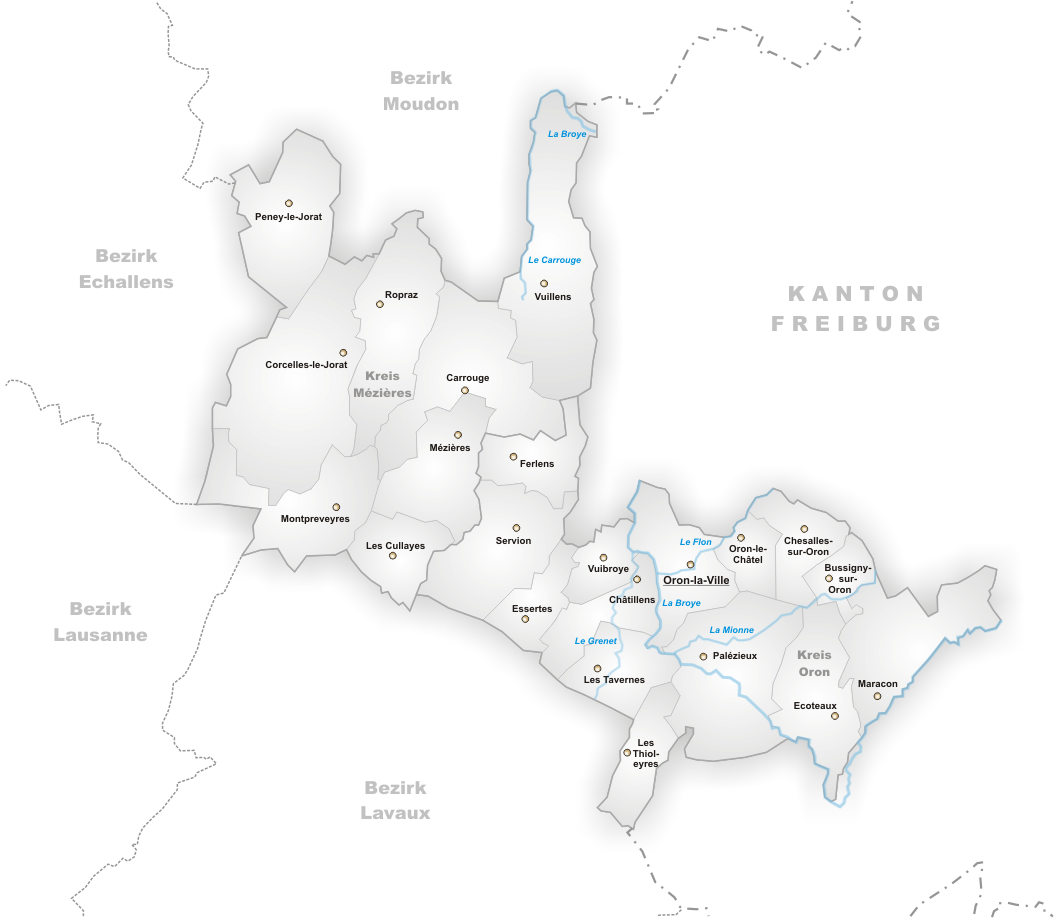
Municipis de l'antic districte d'Oron

El districte d'Oron és un dels antics 19 districtes del cantó suís de Vaud que va desaparèixer en la reforma del 2008. Els seus municipis van anar a parar tots al districte de Lavaux-Oron.

## Communes
- Cercle de Mézières
  - Carrouge (VD)
  - Corcelles-le-Jorat
  - Les Cullayes
  - Mézières (VD)
  - Montpreveyres
  - Peney-le-Jorat
  - Ropraz
  - Vulliens

- Cercle d'Oron
  - Bussigny-sur-Oron
  - Châtillens
  - Chesalles-sur-Oron
  - Ecoteaux
  - Essertes
  - Ferlens (VD)
  - Les Tavernes
  - Les Thioleyres
  - Maracon (resultat de la fusió dels municipis de Maracon i La Rogivue l'1 de gener de 2003)
  - Oron-la-Ville
  - Oron-le-Châtel
  - Palézieux
  - Servion
  - Vuibroye